# Toxops montanus
Toxops montanus is een spinnensoort in de taxonomische indeling van de Desidae.
Het dier behoort tot het geslacht Toxops. De wetenschappelijke naam van de soort werd voor het eerst geldig gepubliceerd in 1940 door Hickman.